# Bottensjön, Dalsland
Bottensjön är en sjö i Bengtsfors kommun och Dals-Eds kommun i Dalsland och ingår i Göta älvs huvudavrinningsområde. Sjön är 16 meter djup, har en yta på 0,997 kvadratkilometer och är belägen 136,5 meter över havet. Sjön avvattnas av vattendraget Forteälven.

## Delavrinningsområde
Bottensjön ingår i det delavrinningsområde (656693-127936) som SMHI kallar för Utloppet av Bottensjön. Medelhöjden är 170 meter över havet och ytan är 11,21 kvadratkilometer. Räknas de 3 avrinningsområdena uppströms in blir den ackumulerade arean 17,29 kvadratkilometer. Forteälven som avvattnar avrinningsområdet har biflödesordning 4, vilket innebär att vattnet flödar genom totalt 4 vattendrag innan det når havet efter 230 kilometer. Avrinningsområdet består mestadels av skog (88 procent). Avrinningsområdet har 1,2 kvadratkilometer vattenytor vilket ger det en sjöprocent på 7,6 procent.